# Tagmersheim
Tagmersheim – gmina w Niemczech, w kraju związkowym Bawaria, w rejencji Szwabia, w regionie Augsburg, w powiecie Donau-Ries, wchodzi w skład wspólnoty administracyjnej Monheim. Leży na Wyżynie Frankońskiej, na terenie Parku Natury Dolina Altmühl, około 18 km na północny wschód od Donauwörth.

## Podział administracyjny
W skład gminy wchodzą następujące części gminy:
Tagmersheim, Blossenau.

## Demografia
| Rok  | Liczba mieszk. |
| ---- | -------------- |
| 1970 | 960            |
| 1987 | 1 025          |
| 2000 | 1 084          |

## Polityka
|      | CSU | SPD | FWG | BV Blossenau | Tagmersheimer Liste | Razem |
| 2008 | 3   | –   | 4   | 3            | 2                   | 12    |
| 2002 | 3   | 3   | 3   | 3            | –                   | 12    |

## Oświata
W gminie znajduje się przedszkole (50 miejsc) oraz szkoła (4 nauczycieli i 72 uczniów).